# توم واتسون (كاتب)
توم واتسون (بالإنجليزية: Tom Watson)‏ هو صحفي وكاتب أمريكي، ولد في 21 فبراير 1962.

## وصلات خارجية
- توم واتسون على موقع إن إن دي بي (الإنجليزية)